# Белоусовский сельский совет (Великоалександровский район)
Белоусовский сельский совет (укр. Білоусівська сільська рада) — входит в состав
Великоалександровского района
Херсонской области
Украины.
Административный центр сельского совета находится в 
с. Белоусово
.

## История
- 1863 — дата образования.

## Населённые пункты совета
- с. Белоусово
- с. Токарево